# Jennifer Esposito
Jennifer Esposito (født 11. april 1973) er en amerikansk skuespiller og danser.

## Personlige liv
Esposito, er en italiensk-amerikaner og blev født i Brooklyn i New York, som datter af Phyllis, en indendørsarkitekt, og Robert Esposito, en edb-konsulent og musikproducer. Hun har en storesøster. Esposito voksede op og gik på St. Teresa School i Staten Island og tog eksamen fra Moore katolske High School i Staten Island.
Esposito var kæreste med Benjamin Bratt i 1996-1997 og blev gift med Bradley Cooper den 30. december 2006. Men i april 2007 søgte hun om skilsmisse. Den 24. august og den 10. november blev den officielle afslutning af parrets ægteskab.
Esposito er nu forlovet med tennisspilleren Mark Philippoussis ifølge People Magazine.

## Karriere
Esposito havde sin første tv-optræden i Law & Order i 1996, men hun er bedst kendt som Stacey i seriehittet Spin City. Hun har også optrådt i I Still Know What You Did Last Sommer, hvor hun spillede Nancy, som får et spyd gennem sit bryst. En af hendes mere bemærkelsesværdige roller var som Ruby i Spike Lees kontroversielle Summer of Sam i 1999, som blev forgik i midten af 1970'erne på baggrund af David Berkowitzs mord. Hun havde oprindeligt Mira Sorvino-rollen i Summer of Sam, men måtte tage en anden rolle på grund af planlægningsproblemer. Espositos næste film var Wes Craven Presents: Dracula 2000.
I 2000 spillede Esposito en gæsteoptræden i Law & Order: SVU som Tv-reporteren Sarah Logan, der blev voldtaget. Hun spillede Don Cheadle 's kæreste, Ria, i den Oscae-vindende film Crash. Hun spillede også en løjtnant i NYPD i filmen Taxi fra 2004. Hun spillede for nylig en kærlighed interesse for Denis Learys tegn i FX dramedy Rescue Me . Senest blev Esposito vist på tv, som Andrea Belladonna i komedien, Samantha Who?

## Filmografi
| År   | Film                                  | Rolle                          | Noter    |
| 2007 | Samantha Who?                         | Andrea Belladonna              | tv-serie |
| 2005 | Related                               | Ginnie Sorelli                 | tv-serie |
| 2005 | American Crude                        | Carlos                         |          |
| 2004 | Taxi                                  | Lt. Marta Robbins              |          |
| 2004 | Crash                                 | Ria                            |          |
| 2004 | Breakin' All the Rules                | Rita Monroe                    |          |
| 2003 | Jesus, Mary and Joey                  | Frankie Vitello                |          |
| 2002 | The Master of Disguise                | Jennifer Baker                 |          |
| 2002 | Welcome to Collinwood                 | Carmela                        |          |
| 2001 | Beyond the City Limits                | Helen Toretti                  |          |
| 2001 | Don't Say a Word                      | Detective Sandra Cassidy       |          |
| 2001 | Made                                  | Club girl                      |          |
| 2001 | The Proposal                          | Susan Reese                    |          |
| 2001 | Backlash                              | Oliver Dee "Harley" Klintucker |          |
| 2000 | Dracula 2000                          | Solina                         |          |
| 2000 | Boys Life 3                           | Michelle                       |          |
| 1999 | The Bachelor                          | Daphne                         |          |
| 1999 | Just One Time                         | Michelle                       |          |
| 1999 | Summer of Sam                         | Ruby                           |          |
| 1998 | I Still Know What You Did Last Summer | Nancy                          |          |
| 1998 | Side Streets                          | Jessica                        |          |
| 1998 | He Got Game                           | Ms. Janus                      |          |
| 1998 | No Looking Back                       | Teresa                         |          |
| 1997 | Kiss Me, Guido                        | Debbie                         |          |
| 1997 | A Brother's Kiss                      | Lucy                           |          |
| 1997 | A Brooklyn State of Mind              | Donna Delgrosso                |          |
| 1996 | Spin City                             | Stacey Paterno                 | tv-serie |
| 1995 | The City                              | Connie Soleito                 | tv-serie |
| 1995 | The Sunshine Boys                     | Jeannie                        | tv-serie |